# 吳處厚
吳處厚（?—?），字伯固。邵武人。
喜讀書，又能詞賦，“頗有唐人韻致”。皇祐五年（1053年）郑獬榜進士，授汀州司理參軍。元豐四年（1081年），擢拔為將作監丞，再遷大理寺丞。
元祐年間，蔡確在安州遊車蓋亭時，寫下《夏日遊車蓋亭》十首絕句。吳處厚向朝廷說“內五篇皆涉譏訕，而二篇譏訕尤甚，上及君親”，又指出“矯矯名臣郝甑山，忠言直節上元間”之句，是將高太后比做武則天。高太后怒不可遏，將蔡確貶到新州（今廣東新興縣）。處厚因功擢知衛州，不久卒。著有《青箱雜記》十卷。